# Lambda Mensae
Lambda Mensae (30 Mensae) é uma estrela na direção da constelação de Mensa. Possui uma ascensão reta de 05h 47m 48.15s e uma declinação de −72° 42′ 08.3″. Sua magnitude aparente é igual a 6.54. Considerando sua distância de 386 anos-luz em relação à Terra, sua magnitude absoluta é igual a 1.17. Pertence à classe espectral K0III.